# Internationales Congress Centrum Berlin
Internationales Congress Centrum Berlin, kallas ICC Berlin, är ett tidigare kongresscentrum i Berlin i Tyskland, beläget i stadsdelen Westend.

## Bakgrund
ICC stod klart i Västberlin 1979 efter fyra års byggande och är en av världens största mässhallar. Arkitekter var Ralf Schüler och Ursulina Schüler-Witte. ICC var och är en omdebatterad byggnad för sin futuristiska arkitektur och kallas i folkmun "rymdskeppet". ICC var ett av de största byggprojekten någonsin i Västtyskland och är en del av Messe Berlin. Byggnaden är mycket funktionellt konstruerad och har arrangerat en rad olika evenemang. Varje år hölls här några av världens största mässor, bland annat resemässan ITB. ICC har två gånger utnämnts till världens bästa mässarrangör. 
Mässverksamheten i byggnaden lades ned 2014 på grund av de stigande underhållskostnaderna och behovet av renovering. I samband med flyktingkrisen i Europa 2015 användes delar av byggnaden som nödbostäder för över 500 personer och senare användes den även som asylmottagningskontor. Byggnaden har också använts för flera filminspelningar, bland annat för The International, The Bourne Ultimatum, Hanna, The Hunger Games: Mockingjay – Part 2, Captain America: Civil War och Atomic Blonde.
Byggnaden kulturminnesmärktes 2019.